# Оларенважу Кайоде
Тобі Оларенважу Айобамі Кайоде (англ. Tobi Olarenwaju Ayobami Kayode, нар. 8 травня 1993, Ібадан, Нігерія) — нігерійський футболіст, нападник «Шахтаря» та національної збірної Нігерії. На правах оренди виступає за «Умранієспор».

## Клубна кар'єра

### Початок кар'єри
У дорослому футболі дебютував 2011 року виступами за команду клубу «АСЕК Мімозас», в якій провів один сезон, взявши участь в 11 матчах чемпіонату. Своєю грою за цю команду привернув увагу представників тренерського штабу клубу «Люцерн», до складу якого приєднався у лютому 2012 року. Відіграв за люцернську команду наступний сезон своєї ігрової кар'єри. У складі «Люцерна» був одним з головних бомбардирів команди.

### «Маккабі» Нетанья
2013 року уклав контракт з клубом «Маккабі» (Нетанья), у складі якого провів наступні два роки своєї кар'єри гравця. Більшість часу, проведеного у складі «Маккабі», був основним гравцем атакувальної ланки команди. У новому клубі був серед найкращих голеодорів, відзначаючись забитим голом в середньому щонайменше у кожній третій грі чемпіонату.

### «Аустрія»
Після ще одного успішного сезону з «Маккабі», забивши 13 голів і віддавши 6 передач, Кайоде підписав чотирирічну угоду з клубом «Аустрія» (Відень). 2 серпня 2015 року відзначився голом у своєму дебютному матчі проти «Альтаху». Усього у сезоні зумів відправити м'яч у сітку воріт суперника 13 разів, а вже наступного сезону став найкращим бомбардиром Чемпіонату Австрії з 17 голами на рахунку.

### «Манчестер Сіті»
17 серпня 2017 року «Манчестер Сіті» підписав Кайоде на чотири роки. Відразу ж гравця було віддано в оренду до «Жирони». Дебют Кайоде відбувся 19 серпня 2017 року в матчі проти «Атлетико». У матчі 9 туру Ла Ліги проти «Депортіво» відзначився гольовою передачею. Усього за іспанський клуб провів 12 матчів, протягом яких, не забив жодного голу.

### «Шахтар»
2 березня 2018 був підписаний донецьким «Шахтарем» на правах оренди з можливістю викупу. Дебютував у грі проти «Зорі», зігравши на полі три заключні хвилини, але встигши відзначитися голом у ворота суперника. Загалом до кінця сезоні зіграв 6 ігор у Прем'єр-лізі та дві гри у кубку, забивши у обох турнірах по два голи. Після цього 8 червня 2018 року донецький клуб викупив контракт гравця, підписавши з гравцем п'ятирічну угоду.
Втім після повноцінного переходу Кайоде втратив результативність і протягом сезону 2018/19 забив лише 1 гол у 16 матчах в усіх турнірах. Через це 9 серпня 2019 року Кайоде був відданий в оренду в турецький «Газіантеп». Там за наступний сезон нігерієць зіграв 27 матчів і забив 10 голів у Суперлізі. А у вересні 2020 року Кайоде був відданий в оренду в інший турецький клуб «Сівасспор»

## Виступи за збірні
2009 року дебютував у складі юнацької збірної Нігерії, з якою був учасником юнацького чемпіонату світу 2009 року. Всього азяв участь у 6 іграх на юнацькому рівні.
2011 року залучався до складу молодіжної збірної Нігерії. На молодіжному рівні зіграв у 21 офіційному матчі, забив 6 голів.
2017 року дебютував в офіційних матчах у складі національної збірної Нігерії.

## Досягнення

### Клубні
- Переможець Ліги Леуміт: 2013–14
- Бронзовий призер Чемпіонату Австрії: 2015-16
- Віце-чемпіон Чемпіонату Австрії: 2016-17
- Володар Кубка Туреччини: 2021-22

### Збірні
- Чемпіон Африки (U-20): 2011

### Індивідуальні
- Найкращий бомбадир чемпіонату Австрії: 2016–17